# ヘイワード・ギャラリー
ヘイワード・ギャラリー（Hayward Gallery）はロンドンのサウス・バンク地区にある美術館。ロイヤル・フェスティバル・ホールと合わせて「サウスバンク・センター」と呼ばれる。ロイヤル・ナショナル・シアターに近い。
1968年に開館。荒削りなコンクリートのままのこのギャラリーは、当時の若手建築家によってデザインされた。また、ロンドン・カントリー・カウンシルの議長であったアイザック・ヘイワード卿から名づけられた。
常設展はなく、展示会の入れ替えによって構成されている。ロンドンの多くの美術館と違い、入場料が必要。料金は展覧会によって異なる。